# Paduniella capensis
Paduniella capensis är en nattsländeart som beskrevs av Barnard 1940. Paduniella capensis ingår i släktet Paduniella och familjen tunnelnattsländor. Inga underarter finns listade i Catalogue of Life.